# 1915 у кіно

## Фільми
- «Банк»/The Bank, США — режисер Чарлі Чаплін.
- «Бродяга»/The Tramp, США — режисер Чарлі Чаплін.
- «Голем»/Der Golem, Німеччина — режисери Хенрік Галеєн та Пауль Вегенер.
- «Жінка-вампір»/Женщина-вампир, Росія — режисер Віктор Турянський.
- «Народження нації»/The Bitrh of a Nation, США — режисер Девід Гріффіт.

## Персоналії

### Народилися
- 3 січня — Четан Ананд, індійський кінорежисер, продюсер і сценарист (пом. 1997).
- 8 січня — Симчич Василь Ілліч, український актор, режисер (пом. 1978).
- 9 січня — Аніта Луіз, американська акторка (пом. 1970).
- 19 січня:
  - Стено, італійський сценарист і режисер-комедіограф (пом. 1988).
  - Воронов Іван Дмитрович, радянський актор театру і кіно (пом. 2004).
- 28 січня — Володимир Зельдін, російський актор (пом. 2016).
- 6 лютого — Данута Шафлярська, польська акторка (пом. 2017).
- 7 лютого — Едді Брекен, американський актор (пом. 2002).
- 9 лютого — Андреєв Борис Федорович, російський радянський кіноактор (пом. 1982).
- 13 лютого — Смирнова Лідія Миколаївна, радянська і російська акторка театру і кіно (пом. 2007).
- 15 лютого:
  - Телегіна Валентина Петрівна, російська акторка, Народна артистка Росії (1974) (пом. 1979).
  - Франко Фабріці, італійський актор (пом. 1995).
- 17 лютого — Гіцерот Наталія Максимілліанівна, радянська акторка (пом. 1991).
- 21 лютого — Енн Шерідан, американська акторка і співачка (пом. 1967).
- 22 лютого — Кузюріна Єлизавета Володимирівна, радянська акторка театру і кіно (пом. 2009).
- 28 лютого — Зеро Мостел, американський актор театру і кіно (пом. 1977).
- 22 березня — Жжонов Георгій Степанович, радянський і російський актор театру і кіно (пом. 2005).
- 25 березня — Поліщук Віктор Петрович, радянський і український актор театру і кіно (пом. 2006).
- 14 квітня — Глєбов Петро Петрович, російський радянський актор театру і кіно (пом. 2000).
- 21 квітня — Ентоні Квінн, американський актор кіно, письменник і художник мексиканського походження (пом. 2001).
- 5 травня — Еліс Фей, американська акторка і співачка (пом. 1998).
- 6 травня — Орсон Веллс, американський кінорежисер, сценарист, актор та продюсер (пом. 1985).
- 8 липня — Крюков Микола Миколайович, радянський, російський актор театру і кіно (пом. 1993).
- 12 липня — Івашова Валентина Семенівна, радянська й українська акторка театру та кіно (пом. 1991).
- 23 липня — Матусовський Михайло Львович, російський поет (пом. 1990).
- 29 липня — Кадочников Павло Петрович, радянський російський актор (пом. 1988).
- 30 липня — Дмитрієв Іван Петрович, російський актор (пом. 2003).
- 8 серпня — Моріс Тейнак, французький актор театру та кіно (пом. 1992).
- 11 серпня — Джин Паркер, американська акторка (пом. 2005).
- 29 серпня — Інгрід Бергман, шведська акторка, тричі удостоєна премії «Оскар» (пом. 1982).
- 10 вересня — Едмонд О'Браєн, американський актор (пом. 1985).
- 28 жовтня — Габор Погань, італійський кінооператор (пом. 1999).
- 20 листопада — Ітікава Кон, японський кінорежисер, сценарист і продюсер (пом. 2008).
- 23 листопада — Еллен Дрю, американська акторка (пом. 2003).
- 3 грудня — Чернишова Тетяна Георгіївна, радянський український кінооператор.
- 7 грудня — Елай Воллак, американський актор.
- 12 грудня — Френк Сінатра, американський актор і співак.
- 13 грудня — Курд Юрґенс, австрійський кіноактор німецько-французького походження.
- 15 грудня/16 грудня — Алісова Ніна Улянівна радянська акторка театру і кіно.
- 16 грудня — Свиридов Георгій Васильович, радянський композитор і піаніст.
- 18 грудня — Медведєва Наталія Павлівна, радянська акторка театру і кіно.

### Померли
- 26 квітня — Джон Банні, американський комедійний актор.

### Дебюти у фільмах
- Една Первіенс